# Revenge of the Cybermen
Revenge of the Cybermen (La venganza de los Cybermen) es el quinto y último serial de la 12.ª temporada de la serie británica de ciencia ficción Doctor Who, emitido originalmente en cuatro episodios semanales del 19 de abril al 10 de mayo de 1975.

## Argumento
Tras los eventos de Genesis of the Daleks, el Cuarto Doctor, Harry Sullivan y Sarah Jane Smith, usando el Anillo del Tiempo, viajan a través del tiempo y el espacio de vuelta a la Estación Espacial Nerva. Pero aterrizan varios miles de años antes de su anterior aventura en The Ark in Space, y la TARDIS no está allí. El Doctor dice que está viajando hacia ellos en el tiempo, pero que tardará algo en llegar hasta ellos. 
Entonces descubren que la mayoría de la tripulación en esa zona de la estación, que orbita junto al planeta Voga, está muerta por una aparente enfermedad que los mata en pocos minutos como comprueban con la última víctima ante ellos. El Doctor descubrirá que la supuesta plaga es en realidad un envenenamiento que provoca la mordedura de una Cybermat, criaturas tipo serpiente creadas por los Cybermen. La tripulación de la TARDIS deberá entonces enfrentarse a un plan de los Cybermen para destruir Voga utilizando  para ello la estación, ya que está lleno de oro, metal tóxico para los Cybermen que les causó una gran derrota muchos siglos atrás.

### Continuidad
Este serial forma parte de una serie de aventuras consecutivas de la tripulación de la TARDIS, que comienza al final de Robot y que se extiende hasta Terror of the Zygons. Los Cybermen no volverían a aparecer en la serie hasta la historia de 1982 Earthshock, ya con Peter Davison como el Quinto Doctor.

## Producción
| Episodio          | Fecha de emisión    | Duración | Espectadores en millones | Estado en el archivo  |
| ----------------- | ------------------- | -------- | ------------------------ | --------------------- |
| Episodio 1        | 19 de abril de 1975 | 24:19    | 9,5                      | Cinta original en PAL |
| Episodio 2        | 26 de abril de 1975 | 24:24    | 8,3                      | Cinta original en PAL |
| Episodio 3        | 3 de mayo de 1975   | 24:32    | 8,9                      | Cinta original en PAL |
| Episodio 4        | 10 de mayo de 1975  | 23:21    | 9,4                      | Cinta original en PAL |
| [ 1 ] [ 2 ] [ 3 ] |                     |          |                          |                       |

### Escritura
Gerry Davis escribió el guion original como Return of the Cybermen (El regreso de los Cybermen). Robert Holmes lo reescribió añadiendo los elementos de Vogan para darle la parte de la "venganza". El productor Philip Hinchcliffe era nuevo en el programa, así que este serial fue desarrollado por su predecesor Barry Letts. Letts y Holmes pensaron que con un nuevo Doctor a punto de llegar y con poca idea de cómo sería interpretado, sería mejor jugar seguro usando grandes monstruos tradicionales como los Daleks y los Cybermen en esta etapa. Cuando avanzó la producción, el guion se modificó para añadir el estilo de Tom Baker, y también tuvo que reescribirse para modificar la forma en que el guionista Gerry Davis había visualizado al nuevo Doctor, como una figura más tímida y reservada al estilo del Segundo Doctor de Patrick Troughton, algo que poco tenía que ver con la interpretación de Baker. Los cambios adicionales de Robert Holmes hicieron a los Cyberman más emocionales de lo que a Gerry Davis le agradaba. Esta es la primera historia en la que el Cyberlíder pronuncia lenguaje emocional como "Excelente", y en cierto punto le dice al Doctor "Uuuh, te equivocas". Davis tampoco estaba contento con el título de la historia. El gran número de reescrituras provocaron ciertos problemas de continuidad. En los primeros borradores de Davis, los Cybermen aparecían mucho antes, lo que explica la presencia de las Cyberman en la estación. En la emisión, no llegan hasta el final de la segunda parte, así que nunca se explica cómo las Cybermats llegaron a la estación.

### Rodaje
La historia se rodó en el mismo decorado que The Ark in Space, lo que supuso un importante ahorro de costes, y los exteriores se rodaron en las cuevas de Wookey Hole. El rodaje allí fue perturbado por una serie de problemas que el equipo achacó a una maldición. Tal maldición supuestamente llegó cuando el equipo de producción encontró una pequeña formación rocosa que los lugareños llamaban "La bruja". A pesar de las advertencias, le colocaron un sombrero de bruja y una capa. El ayudante del floor manager sufrió un severo ataque de claustrofobia, otro miembro del equipo cayó enfermo, y un electricista se rompió una pierna al hundirse una escalera. Durante la escena en la que Sarah se sube a una de las lanchas acuáticas, el barco se volvió loco y Sladen se vio obligada a saltar, flotando en el agua, a pesar de que llevaba botas pesadas, hasta que el veterano especialista del programa Terry Walsh pudo rescatarla. Los dos necesitaron vacunación preventiva en un hospital local, pero aparte de eso no sufrieron daño.

### Vestuario y atrezzo
El transmisor secreto de radio camuflado como un cepillo de ropa que usa Kellman es el mismo que aparece en la película de James Bond de 1973 Vive y deja morir. Fue entregado por el actor intérprete de Bond en persona, Roger Moore, cuando visitó la BBC en 1973. Después dijo a Radio Times que el jefe de atrezzo, que no reconoció a Moore, le había pagado dos chelines y seis peniques por el objeto: "Entre en la BBC para tomar un café y vi un anuncio sobre un futuro Doctor Who, así que pensé que los pobres estarían tan apurados de dinero que necesitarían cualquier cosa que pudieran conseguir. Al fin y al cabo, no eran la MGM. ¡Pero no esperaba salir con dos y seis!"
Las máscaras de los vogans principales estaban moldeadas específicamente sobre sus rostros, pero para los intérpretes sin diálogo la BBC tenía que ahorrar costes. Según cuenta en los comentarios del DVDel actor intérprete de Vorus, David Collings, las máscaras de los extras se hicieron un molde facial de la estrella de Dad's Army, Arnold Ridley. Originalmente, los Cybermen iban a usar el vestuario del serial de 1968 The Invasion, pero solo habían sobrevivido dos trajes, y en malas condiciones. Así pues se tuvo que hacer vestuario nuevo desde cero, incluyendo los paneles del pecho, fabricados a partir de restos de viejos televisores, y pantalones que, por primera vez no estaban remetidos dentro de las botas. El director Michael E. Briant optó porque los personajes de la estación Nerva vistieran ropa contemporánea y usaran pistolas actuales en lugar de intentar representar el futuro a través de la moda.
En esta historia aparece por primera vez un símbolo que acabaría siendo conocido como el Sello de Rassilon. En esta historia, sin embargo, es un símbolo de los vogans. El diseñador Roger Murray-Leach reutilizó el símbolo vogan para los Señores del Tiempo en The Deadly Assasin, y desde entonces ha sido asociado a estos últimos (el ejemplo más reciente en El sonido de los tambores de 2007. Uno de los vestuarios vogan se reutilizó más tarde en un episodio de Blakes 7, aún portando el "sello de Rassilon".

### Música
Carey Blyton compuso la música ambiental del serial, en su último trabajo para la serie. El productor Philip Hinchcliffe le pidió al BBC Radiophonic Workshop que realzara la banda sonora, lo que hizo Peter Howell añadiendo algunos sintetizadores a la banda sonora de Blyton. Howell más tarde crearía la versión de la sintonía de 1980 y daría música ambiental a la serie entre The Leisure Hive (1980) y The Two Doctors (1985).

## Lanzamientos comerciales
Este fue el primer serial de Doctor Who que se publicó comercialmente en VHS, en octubre de 1983. Se publicó en formato ómnibus, con las sintonías de apertura y cierre de cada episodio eliminadas. En este formato ómnibus también se publicó en Betamax y Laserdisc, y fue una de las pocas publicaciones de Doctor Who en Video 2000. Más tarde se publicaría en el formato original episódico en mayo de 1999 sólo en el Reino Unido.
El DVD se publicó el 9 de agosto de 2010 como parte de la compilación Cybermen, junto con el serial del Séptimo Doctor Silver Nemesis. Se publicaría individualmente en Estados Unidos en DVD a principios de noviembre de 2010.